# Bremen
Bremen je mesto z okolli 600.000 prebivalci v severozahodni Nemčiji in upravno središče najmanjše nemške zvezne dežele -  Bremen.
Polno ime Svobodno hanzeatsko mesto Bremen se nanaša na članstvo v srednjeveški trgovski zvezi Hansa in poudarja zgodovinski položaj Bremna kot mesta, ki ni podrejeno nobeni deželni oblasti. Je deseto nejvečje mesto v Nemčiji. Pripada k velemestni regiji Bremen/Oldenburg, od skupno enajstih velemestnih področij Nemčije.

## Zgodovina
Močvirje in moreno blizu Bremna so naselili že okoli 12.000 pr. n. št. Grobišča in naselja v Bremen-Mahndorfu in Bremen-Osterholzu segajo v 7. stoletje. Od renesanse so nekateri znanstveniki verjeli, da se je vhod Fabiranum ali Phabiranon v Ptolemajevem Četrta karta Evrope[7], izdelan leta 150, nanašal na Bremen. Toda Ptolemaj daje geografske koordinate, ki se nanašajo na kraje severovzhodno od ustja reke Visurgis (Weser). V času Ptolemaja so Hauci živeli na območju, ki se zdaj imenuje severozahodna Nemčija ali Spodnja Saška. Do konca 3. stoletja so se združili s Sasi. Med saškimi vojnami (772-804) so se Sasi, ki jih je vodil Widukind, borili proti zahodnim germanskim Frankom, ustanoviteljem Karolinškega cesarstva in izgubili vojno.
Karel Veliki, kralj Frankov, je naredil nov zakon, Lex Saxonum, ki je prepovedoval Sasom častiti Odina (bog Sasov); namesto tega so se morali spreobračati v krščanstvo. Leta 787 je Willehad v Bremnu postal prvi škof Bremna. Leta 848 se je nadškofija Hamburg združila z Bremensko škofijo, da bi postala nadškofija Hamburg-Bremen, s sedežem v Bremnu, v naslednjih stoletjih pa so bili nadškofi Hamburg-Bremen gonilna sila krščanstva Severne Nemčije. Leta 888 je po ukazu nadškofa Rimberta, cesar Arnulf Koroški, karolinški kralj Vzhodne Frankovske, Bremnu podelil pravice, da ima svoje trg, kovnico svojih kovancev in svoje carinske zakone.
Prvo kamnito obzidje v mestu je bilo zgrajeno leta 1032. V tem času je začela rasti trgovina z Norveško, Anglijo in severno Nizozemsko, s čimer se je povečal pomen mesta.
Leta 1186 je bremenski knezoškof Hartwig Uthlede in njegov sodni izvršitelj v Bremnu potrdil - ne da bi na splošno opustil svojo prevlado nad mestom – Gelnhausen Privilege, s katerim je Friderik I. Barbarossa mestu podelil velike privilegije. Mesto je bilo priznano kot politična entiteta s svojimi zakoni. Nepremičnine v občinskih mejah niso mogle biti podvržene fevdalnemu prevladujočemu položaju; to velja tudi za služabnike, ki so pridobili premoženje, če so v mestu živeli eno leto in en dan, potem pa so jih šteli za svobodne osebe. Lastnino so lahko prosto podedovali brez fevdalnih zahtevkov za vrnitev prvotnemu lastniku. Ta privilegij je postavil temelje za bremenski poznejši status cesarske neposrednosti (nemško: Reichsfreiheit ali Reichsunmittelbarkeit).
Toda v resnici Bremen ni imel popolne neodvisnosti od knezoškofov: ni bilo svobode veroizpovedi, meščani pa so jim morali še vedno plačevati davke. Bremen je igral dvojno vlogo: sodeloval je pri parlamentu sosednje knezoškofije Bremen kot del bremenskih posesti in plačal svoj delež davkov, vsaj takrat, ko je predhodno soglašal s to dajatvijo. Ker je bilo mesto največji davkoplačevalec, je bilo njegovo soglasje običajno iskano. Na ta način je mesto prevzelo fiskalno in politično moč v nadškofiji, pri čemer ni dovoljevalo knezoškofom vladati v mestu brez soglasja. Leta 1260 se je Bremen pridružil Hanseatski zvezi.

### Pojav ozemeljske moči
Leta 1350 je število prebivalcev doseglo 20.000. V tem času je Hansekogge, jadrnica tipa kogge,  postala edinstven proizvod Bremna.
Leta 1362 so se predstavniki Bremna poklonili Albertu II., knezonadškofu Bremna v Langwedelu. V zameno je Albert potrdil privilegije mesta in posredoval za mir med mestom in Gerhardom III., grofom Hoya, ki je od leta 1358 v ujetništvu zadržal nekaj meščanov iz Bremna. Mesto jih je moralo rešiti. Leta 1365 je dodatni davek, namenjen za financiranje odkupnine, povzročil vstajo med meščani in obrtniki, ki jo je mestni svet zatrl precej krvavoi.
Leta 1366 je Albert II. poskušal izkoristiti spor med Bremenskim mestnim svetom in cehi, katerih člani so izgnali nekatere mestne svetnike iz mesta. Ko so se ti svetniki obrnili na pomoč na Alberta II., so mnogi obrtniki in meščani to obravnavali kot izdajo, v strahu, da bi ta poziv knezu samo spodbudil, da bi ukinil avtonomijo mesta.
Utrjeno mesto je ohranilo lastno stražo, ne da bi vstopili vojaki knezonadškofa. Mesto je rezerviralo še posebej zelo ozka vrata, tako imenovano škofovsko iglo (latinsko Acus episcopi, prvič omenjena leta 1274), za vse duhovnike, vključno knezonadškofa. Ožina vrat mu je fizično onemogočala vstop, če so ga obkrožali njegovi vitezi.
Kljub temu so v noči 29. maja 1366 Albertove enote, ki so jim pomagali nekateri meščani, napadli mesto. Po tem se mu je mesto spet poklonilo: Bremenski Roland, simbol avtonomije mesta je bil uničen, imenovan je bil nov mestni svet. V zameno je nov svet odobril Albertu posojilo v višini takrat ogromnega zneska 20.000 bremenskih mark.
Toda mestne svetnike prejšnjega sveta, ki so pobegnili v vojvodino Oldenburg, so podprli grofje in 27. junija 1366 ponovno prevzeli mesto. Člane vmesnega sveta so šteli za izdajalce in jih obglavili, mesto je ponovno pridobilo svojo avtonomijo in delovalo skoraj popolnoma neodvisno od knezonadškofa. Albert II. ni dobil nadzora nad mestom Bremen, ker je imel vedno manj denarja in ni imel podpore svoje družine, Welfov, ki so se pripravljali na boj v Lüneburgski nasledstveni vojni (1370-88).
Do konca leta 1360 je Bremen Albertu II. zagotovil posojilo za financiranje njegovega razkošnega življenjskega sloga in v zameno pridobil trdnjavo Vörde skupaj z dajatvami, ki so jih plačevali oskrbniki kot jamstvo za kredit. Leta 1369 je Bremen znova posodil denar Albertu II. v zameno za zavarovanje z njegovo kovnico, ki jo je od takrat vodil mestni svet in prevzel pravico do kovanja kovancev. Leta 1377 je Bremen kupil od vojvode Friderika I. iz Brunswick-Lüneburga številne knezonadškofeve gradove, ki jih je Albert zastavil kot jamstvo za posojilo. Tako je Bremen pridobil močan položaj v nadškofiji (cerkveni kneževini), in dejansko postal  pravi vladar.
Upadajoča viteška družina Bederkesa je postala globoko zadolžena  in ker je že prodala veliko svojega premoženja, je celo polovico svojih posestev v okrožju Bederkesa (Amt Bederkesa) poklonila ambiciozni družini Mandelsloh (plemenita hiša ali Adelsgeschlecht). Izgubili so ostale posesti v mestu Bremen, ko so leta 1381 njegovi vojaki preprečili, da bi jih trije bratje Mandelsloh posodili Albertu II. kot teritorialno oblast. Mandelslohi in drugi roparski baroni iz knezoškofije Verden in knezonadškof iz Bremna so ropali meščane Bremna in prebivalce po celotni knezonadškofiji.
Leta 1381 je mestna vojska uspešno zatrla razbojništvo in zajela grad Bederkesa in njegove oskrbnike. Tako je Bremen pridobil oporo, da bi ohranil mir in red v svojem delu ob spodnjem toku reke Weser. Leta 1386 je mesto Bremen postalo gospodar plemenitih družin, ki so imele posestva Altluneburg in Elmloh, ki so bili prej vazali vitezov Bederkesa. Mesto je leta 1404 zamenjalo stari leseni kip Rolanda, ki ga leta 1366 porušil Bederkesi, z večjim iz apnenca; ta kip je uspel preživeti šest stoletij in dve svetovni vojni do 21. stoletja.
Leta 1411 so skupni vladajoči knezi Saške-Lauenburg, Erik IV. in njegova sinova Erik V. in Jochan IV., založili svoj delež v okrožju Bederkesa in grad Bremenskemu svetu, vključno z vsemi »kar so imeli v jurisdikciji v frizijski deželi Wursten in Lehe (Bremerhaven), ki spada v prej omenjeni grad in Vogtei«.  Njihov delež v pristojnosti, Vogtei in gradu so bili pridobljeni zaradi kuge v Bederkesu. Leta 1421 je Bremen pridobil tudi preostalo polovico pravic vitezov Bederkesa, vključno z njihovim preostalim deležem gradu Bederkesa.
V 14. stoletju je bil Bremen pogosto v nasprotju z nizozemskimi državami. Mesto je začelo ponujati pogodbe piratom, da bi napadle svoje sovražnike in postalo regionalno središče piratstva. Ti pirati so ciljali tuje ladje po Severnem morju in zajeli številna plovila. En zloglasni kapitan, znan kot Grote Gherd ("Big Gerry"), je v eno samo ekspedicijo zajel 13 ladij iz Flandrije. 
Leta 1648 se je nadškofija preoblikovala v vojvodino Bremen, ki ji je prvič vladala v personalni uniji Švedska krona. Novembra 1654, po drugi bremenski vojni, je Bremen moral odstopiti Bederkesa in naselje Lehe vojvodini Bremen (pogodba iz Stade, 1654).

### Bremen in reformacija
Ko je protestantska reformacija prešla skozi severno Nemčijo, je stolnici svetega Petra pripadla stolnična suverena imuniteta ali kronska imuniteta (nemško Domfreiheit), ekstrateritorialna enklava sosednje knezonadškofije Bremen. Leta 1532 je bil kapitelj svetega Petra, ki je bil v tistem času še vedno katoliški, zaprt, potem ko je drhal, ki je bila sestavljena iz bremenskih meščanov, nasilno prekinila katoliško mašo in zahtevala od pastorja, da je vodil luteransko mašo.
Leta 1547 je kapitelj, ki je v tem času postal pretežno luteranski, imenoval Nizozemca Alberta Rizaeusa, imenovanega Hardenberg, kot prvega stolničnega pastorja protestantske pripadnosti. Rizaeus se je izkazal kot privrženec zvingliškega razumevanja Zadnje večerje, ki jo je zavrnila tedanja luteranska večina meščanov, mestni svet in kapitelj. Torej leta 1561 - po vročih sporih - je bil Rizaeus zavrnjen in izgnan iz mesta in stolnica je spet zaprla svoja vrata.
Vendar pa je zaradi te spornosti večina bremenskih meščanov in mestni svet v 1590-ih sprejel kalvinizem, medtem ko se je kapitelj, ki je bil hkrati tudi organ sekularne vlade v sosednji knezonadškofijski cerkvi, obrnil k luteranstvu. Ta antagonizem med kalvinistično večino in luteransko manjšino, čeprav je imela močan položaj v svoji suvereni imuniteti (ki je bila leta 1803 v času nemškega teritorialnega prestrukturiranja kot del mesta), je ostal prevladujoč, dokler leta 1873 niso bila združena kalvinistična in luteranska združenja v Bremnu in so ustanovili združenje pod upravo Bremenske protestantske cerkve, ki še danes obstaja in obsega večino bremenskih meščanov.
V začetku 17. stoletja je Bremen še naprej igral dvojno vlogo, ki je imela fiskalno in politično moč znotraj knezonadškofije, ne da bi ta vladala v mestu brez njegovega soglasja.

### Tridesetletna vojna
Kmalu po začetku tridesetletne vojne je Bremen razglasil svojo nevtralnost, tako kot večina ozemelj Spodnjesaškega cesarskega okrožja (Niedersächsischer Reichskreis). Jochan Friderik, luteranski upravitelj knezonadškofije Bremen, je obupno poskušal ohraniti svojo nadškofijo izven vojne, s popolnim soglasjem države in mesta Bremen. Ko se je leta 1623 Republika Nizozemska, ki se je borila v osemdesetletni vojni za svojo neodvisnost od špansko- habsburških in cesarskih sil zahtevala, da se jim pridruži njihov kalvinistični Bremen, je mesto to zavrnilo, vendar je začelo krepiti svoje utrdbe.
Leta 1623 so se ozemlja, ki sestavljajo Spodnje saško okrožje odločila, da bodo zaposlila vojsko, da bi ohranila nevtralnost, saj so sile katoliške lige že delovale v sosednjem spodnjem Rensko-Vestfalskem okrožju in nevarno blizu njihovi regiji. Sočasne posledice vojne, padec vrednosti valute in naraščajoče cene so že povzročile inflacijo, ki je prizadela tudi občutljiv Bremen.
Leta 1623 je Republika Nizozemska, ki jo je diplomatsko podpiral kralj Jakob I. Angleški, zet Kristijana IV. Danskega, začela novo anti-habsburško kampanjo. Zato so bili vojaki Katoliške lige drugače zasedeni in Bremen se je zdel razbremenjen. Toda kmalu po tem so se cesarski vojaki pod Albrechtom von Wallensteinom usmerili proti severu, da bi uničili oslabljeno hanseatsko zvezo, da bi zmanjšali hanseatska mesta Bremen, Hamburg in Lübeck ter vzpostavili baltski trgovinski monopol, ki so ga vodili nekateri cesarstvu priljubljeni, vključno Španci in Poljaki. Ideja je bila pridobiti podporo Švedske in Danske, ki sta že dolgo iskali kako bi uničili Hanseatske zveze.
Maja 1625 je bil vojvoda Kristijan IV. Holstein izvoljen - v slednji njegovih funkcij - na ozemlju pokrajine Spodnjesaško okrožje, za vrhovnega poveljnika. V istem letu se je Kristijan IV. pridružil angleško-nizozemski vojaški koaliciji. Ukazal je svojim vojakom, da zajamejo vsa pomembna prometna vozlišča v kneo-nadškofiji in začel bitko pri Lutter am Barenberge, kjer so ga 27. avgusta 1626 premagali vojaki Katoliške zveze pod Johanom Serclaesom, grofom Tillyjskim. Kristijan IV. in njegovi preživeli vojaki so pobegnili v nadškofijo in ustanovili svoj sedež v kraju Stade.
Leta 1627 se je Kristijan IV. umaknil iz nadškofije, da bi nastopil proti Wallensteinovemu vdoru na njegovo vojvodino Holstein. Tilly je nato napadel nadškofijo in zajel južni del. Bremen je zaprl svoja mestna vrata in se utrdil za svojimi izboljšanimi utrdbami. Leta 1628 se je Tilly obrnil na  mesto, Bremen pa mu je plačal odkupnino v višini 10.000 reichsthalerjev, da ga ne bi oblegal. Mesto je v vojni ostalo neokupirano.
Prevzem Katoliške lige je omogočil Ferdinandu II., svetemu rimskemu cesarju, da je  6. marca 1629 v nadškofiji Bremen, vključno z mestom Bremen uvedel Restitucijski edikt. Septembra 1629 je Franz Wilhelm von Wartenberg, ki ga je Ferdinand II. imenoval za predsednika cesarske komisije za vračanje Spodnjesaškega okrožja pri izvajanju določb edikta o vračanju posesti, odredil bremenskemu kapitlju s sedežem v Bremnu, vrniti vsa posestva. Kapitelj je to zavrnil in najprej trdil, da odredba ni bila potrjena in kasneje zaradi spora z mestnim svetom v Bremnu, ker niso mogli prosto potovati, da bi opravili popis, kaj šele naredili potrebne raziskave o posestih. Zaradi antikatoliškega odnosa bremenskih meščanov in sveta je bil popolnoma nemogoče pripraviti vračanje posestev luteranskega kapitlja v rimskokatoliško cerkev. Celo luteranski kapitularji so bili težki v kalvinističnem Bremnu.
Bremenski mestni svet je odredil, da se kapitularne in nadškofijske posesti v mejah nezasedenega mesta ne bi vrnile katoliški cerkvi. Svet je trdil, da je mesto že dolgo  protestantsko, vendar je komisija za vračanje odgovorila, da je mesto de jure del knezonadškofije, zato je protestantizem nezakonito prevzel katoliška posestva. Mestni svet je odgovoril, da bi se v teh okoliščinah precej ločil od svetega rimskega cesarstva in se pridružil kvazi neodvisni Republiki Nizozemski. Zaradi novih utrdb in dostopa do Severnega morja mesto ni bilo niti osvojeno niti uspešno oblegano.
Oktobra 1631 je vojska, ki jo je na novo zaposlil Jochan Friderik, začela ponovno prevzemati nadškofijo - s pomočjo sil iz Švedske in mesta Bremen. Vrnil se je na oblast, samo za izvajanje nadvlade Švedske in vztrajal, da bo do konca vojne ohranil vrhovno poveljstvo. Z bližajočim se uveljavljanjem večje vojaške moči Švedske nad nadškofijo v Bremenu, o katerem so se pogajali v Vestfalskem miru, se je mesto Bremen balo, da bo ostalo pod švedsko vladavino. Zato je mesto pozvalo k cesarski potrditvi statusa cesarske neposrednosti iz leta 1186 (Gelnhausen Privilege). Leta 1646 je sveti rimski cesar Ferdinand III. odobril zahtevano potrdilo (diploma iz Linza) kot svobodno cesarsko mesto.

#### Švedska reakcija
Švedska, ki jo zastopa njen cesarski fevd Bremen-Verden, ki ga sestavljata sekularizirana knezoškofija Bremen in Verden, ni sprejela cesarske neposrednosti mesta Bremen. Švedski Bremen-Verden je poskušal remediatizirati mesto Bremen (to je, spremeniti v privrženost Švedski). Zato je švedski Bremen-Verden dvakrat vodil vojno proti Bremnu. Leta 1381 je mesto Bremen uvedlo de facto vladanje na območju okoli Bederkesa in zahodno od njega, do spodnjega toka reke Weser blizu Bremerleha (del sedanjega Bremerhavna). V začetku leta 1653 so švedske sile Bremen-Verdena zasedle Bremerlehe. Februarja 1654 je mesto Bremen uspelo od Ferdinanda III. dobiti sedež in pravico glasovanja v cesarskem zboru svetega rimskega cesarstva, in sprejel status svobodnega carskega mesta Bremen.
Ferdinand III. je zahteval da Kristijan Švedski, od vojvodine Bremen-Verden nadomesti mestu Bremen nastalo škodo in vrne Bremerlehe. Ko je marca leta 1654 mesto Bremen začelo zaposlovati vojake na območju Bederkesa, da bi se pripravilo na nadaljnja samovoljna dejanja, je švedski Bremen-Verden začel prvo bremensko-švedsko vojno (marec-julij 1654) in trdil, da deluje v obrambi. Bremen je medtem zahteval, da ga podpre Ferdinand III., ki je julija 1654 prosil Karla X. Gustava Švedskega, naslednika Kristine kot vojvoda Bremen-Verdena, da preneha s konfliktom, zaradi česar se je začela prvo poravnava - dogovor med Kraljevino Švedsko in mestom Bremen, ki se je končala 28. novembra 1654. Ta pogodba je zapustila glavno vprašanje cesarske neposrednosti Bremna, nerešeno. Toda mesto se je strinjalo, da plača davek in pobira davke v korist švedskega Bremena-Verdena in da odstopi svoje premoženje okrog Bederkesa in Bremerleheja, zaradi česar se je kasneje imenoval Lehe.
Decembra 1660 je mestni svet v Bremnu poslal poklon svobodnega cesarskega mesta Bremen  Leopoldu I., svetem rimskem cesarju. Leta 1663 je mesto, kljub ostrim protestom švedskega Bremena-Verdena, pridobil sedež in glasovanje v cesarskem zboru. Marca 1664 so Švedi začeli drugo bremensko-švedsko vojno (1665-66), takoj potem, saj je bil Leopold I. zaposlen z vojnami proti Osmanskemu cesarstvu,  sosednji Brunswick in Lunenburg-Celle sta bila okupirana, in Francija ni nasprotovala.
Švedi pod Karlom Gustafom Wrangelom so oblegali mesto Bremen. Obleganje je na prizorišče prineslo Brandenburg-Prusko, Brunswick in Lunenburg-Celle, Dansko, Leopolda I. in Nizozemsko, ki so bili naklonjeni mestu, z vojsko na mejah Bremen-Verdena, pripravljene na  napad. Tako je 15. novembra 1666 Švedska podpisala Habenhausensko mirovno pogodbo. Od takrat naprej ni bilo več švedskih poskusov za zajetje mesta.
Leta 1700 je Bremen uvedel - tako kot vsa protestantska ozemlja cesarske neposrednosti – Gregorijanski koledar, kot so ga zahtevali protestanti. Torej v nedeljo, 18. februarja po starem je sledil ponedeljek, 1. marca po novem koledarju.

### 19. stoletje
Pristanišče Vegesack je postalo del Bremna leta 1803. Leta 1811 je Napoleon napadel Bremen in ga vključil kot glavno mesto departmaja Bouches-du-Weser v francosko državo. Leta 1813 so se Francozi umaknili iz Bremna. Johann Smidt, predstavnik Bremna na dunajskem kongresu, je bil uspešen pri doseganju ne-mediatizacije Bremna, Hamburga in Lübecka, s čimer niso bili vključeni v sosednje monarhije, temveč postali suverene republike. Bremen se je leta 1867 pridružil Konfederaciji Severne Nemčije in štiri leta kasneje  postal avtonomna sestavina novega nemškega cesarstva in njegovih naslednikov.
Prvi nemški parnik je bil izdelan leta 1817 v ladjedelnici Johann Lange. Leta 1827 je Bremen v času župana Johanna Smidta kupil zemljo iz kraljevine Hanover, in ustanovil mesto Bremerhaven (slovensko pristanišče Bremen) kot izhod za Bremen, ker se je reka Weser zamuljevala. Ladjedelnica Norddeutscher Lloyd (NDL) je bila ustanovljena leta 1857. Lloyd je postal sinonim za komercialni ladijski promet in je zdaj del Hapag-Lloyd.
Pivovarna Beck je bila ustanovljena leta 1837 in danes deluje kot del podjetja Anheuser-Busch InBev. Leta 1872 je bila ustanovljena Bremenska bombažna borza.

### 20. stoletje
Sovjetska republika Bremen je obstajala od januarja do februarja 1919 (25 dni) po prvi svetovni vojni, preden so jo zrušili Gerstenbergovi Freikorps (prostovoljske enote).
Henrich Focke, Georg Wulf in Werner Naumann so leta 1923 v Bremnu ustanovili  Focke-Wulf Flugzeugbau AG; družba za gradnjo letal je od leta 2010 del Airbusa, proizvajalca civilnih in vojaških letal. Borgward, proizvajalec avtomobilov, je bil ustanovljen leta 1929 in je danes del družbe Daimler AG.
Naselja Groen, Schönebeck, Aumund, Hammersbeck, Fähr, Lobbendorf, Blumenthal, Farge in Rekum so postala del Bremna leta 1939. Koncentracijsko taborišče Bremen-Vegesack je delovalo v drugi svetovni vojni.
Zavezništvo je v drugi svetovni vojni uničilo 60% zgrajenega območja Bremena . Britanska tretja pehotna divizija pod generalom Whistlerjem je Bremen osvobodila konec aprila 1945 .
Leta 1946 je Bremenski župan Wilhelm Kaisen (SPD) odpotoval v Združene države Amerike, da bi ponovno vzpostavil mestno državo Bremen, saj je bil Bremen tradicionalna država, da bi preprečil njegovo vključitev v deželo Spodnjo Saško v britanski coni okupacije. Leta 1947 je mesto postalo enklava, del ameriške okupacijske cone, obkrožene z britansko cono.
Leta 1947 je Martin Mende ustanovil Nordmende, proizvajalca zabavne elektronike. Družba je obstajala do leta 1987. OHB-System, proizvajalec srednje velikih vesoljskih satelitov, je bil ustanovljen leta 1958.
Univerza v Bremnu, ustanovljena leta 1971, je ena od 11 ustanov, ki so v Nemčiji uvrščena kot "Elitne univerze", na njej študira približno 23.500 ljudi iz 126 držav.

## Geografija
Bremen leži ob levem in desnem obrežju reke Weser, približno 60 km od njenega ustja, ki se izliva v Severno morje oziroma njenega prehoda v spodnji tok reke imenovan Außenweser pri Bremerhavnu. 
Mestno področje se razprostrira na približno 38 km dolžine in 16 km širine. Glede na velikost področja je Bremen trinajsto največje mesto v Nemčiji, glede na število prebivalcev je na desetem mestu in drugo največje mesto v sezerozahodni Nemčiji.
Mesto leži približno 50 kilometrov vzhodno od Oldenburga, 110 kilometrov jugozahodno od Hamburga, 120 kilometrov severozahodno od Hannovra, 100 kilometrov severno od mesta Minden in 105 kilometrov severovzhodno od Osnabrücka. Skupaj z delom pristanišča v Bremerhavnu tvori bremensko mestno eksklavo.
V Bremnu je leta 2008 živelo  548.477 prebivalcev. Za Hamburgom je Bremen najpomembnejše nemško pristanišče. Mesto je znano tudi kot industrijsko in trgovsko središče, pomembno je zaradi ladjedelništva, avtomobilske in letalske industrije, proizvodnje jekla, tobaka in tekstila, ter pivovarstva. V Bremnu ima sedež veliko bank, zavarovalnic in borze, od leta 1971 pa je v mestu tudi univerza.

## Gospodarstvo
Po podatkih Organizacije za gospodarsko sodelovanje in razvoj je imel Bremen v letu 2013 BDP na prebivalca 53.379 dolarjev, kar je višje od povprečja za Nemčijo kot celoto. Za primerjavo, Svetovna banka je leta 2013 poročala, da ima Nemčija BDP na prebivalca v višini 46.268 dolarjev, EU pa je v istem letu dosegla BDP na prebivalca 35.408 dolarjev. 
Bremen je drugo razvojno središče regije, po Hamburgu. Je sestavni del proizvodne mreže Airbus SAS in tu je opremljanje krilnih enot za vsa letala Airbus in izdelavo delov majhnih delov iz pločevine. Druga po pomenu je strukturna montaža, vključno kovinske pristajalne lopute. V okviru proizvodnje Airbus A380 se tukaj izvaja montaža pristajalnih loput (visokih dvigalnih sistemov). Predfunkcijski sklop trupa vojaškega transportnega letala A400M (razen kokpita) pred dostavo v Španijo. 
Več kot 3100 oseb je zaposleno na Airbusu Bremen, drugi največji lokaciji Airbusa v Nemčiji. Kot del Centra odličnosti - Wing / Pylon, je Bremen odgovoren za načrtovanje in izdelavo visokozmogljivih sistemov za krila airbusovih letal. Tukaj je vzpostavljena celotna procesna veriga za elemente z visoko dodano vrednostjo, vključno s projektnim uradom, tehnološkim inženiringom, fiziko letenja, sistemskim inženiringom, razvojem strukture, testiranjem, konstrukcijskim sestavljanjem, opremljanjem kril in končno dostavo do končne linije. Poleg tega Bremen proizvaja pločevine, kot so sponke in grebeni za vsa letala Airbus kot del Centra odličnosti - trup in kabina. 
V Bremnu je tovarna EADS Astrium in sedež OHB-sistema oziroma prve in tretje vesoljske družbe Evropske unije.
Obstaja tudi tovarna Mercedes-Benza, ki gradi serije avtomobilov C, CLK, SL, SLK in GLK. 
Beck & Co's je uprava pivovarn Beck's in St Pauli Girl. V preteklih stoletjih, ko je bilo pristanišče »ključno za Evropo«, je bilo v mestu tudi veliko uvoznikov vina, vendar je število upadlo. Poleg tega obstaja še ena povezava med Bremnom in vinom: pred približno 800 leti so bila tukaj pridelovali kakovostna vina. Največja vinska klet na svetu je v Bremnu (pod glavnim mestnim trgom), za katero je bilo nekoč rečeno, da ima več kot 1 milijon steklenic, v drugi svetovni vojni pa so jo napadli okupatorji.
Veliko podjetij za proizvodnjo hrane ali trgovin je v Bremnu s svojim nemškim ali evropskim sedežem: Anheuser-Busch InBev (Beck's Pivovarna), Kellogg's, Kraft Foods (Kraft, Jacobs Coffee, Milka Chocolate, Milram, Miràcoli), Frost hrana), Nordsee (veriga morske hitre hrane), Melitta Kaffee, Eduscho Kaffee, Azul Kaffee, Vitakraft (hrana za hišne ljubljenčke za ptice in ribe), Atlanta AG (Chiquita banana), čokoladnica Hachez (fino čokolado in konfiserijo), feodora chocolatier.
V Bremnu ima sedež Bremer Woll-Kämmerei (BWK), svetovno podjetje za proizvodnjo volne in trgovanje z volno in podobnimi izdelki

## Kultura in znamenitosti

### Okolica trga
Rolandov kip je središče in znamenitost mesta. Prvotno glavo Rolanda hrani Focke-Museum. Med drugo svetovno vojno so ga zaradi strahu pred bombnim uničenjem zamenjali s kopijo. Njegov pogled je usmerjen proti stolnici svetega Petra. Poleg Rolanda stoji mestna hiša; v njeni kleti strežejo ter prodajajo vino. Roland in mestna hiša sta del svetovne dediščine UNESCA. Na zahodnem zidu mestne hiše so bremenski mestni godci, ki so prav tako znamenitost tega mesta. Tukaj se konča nemška pravljična cesta. 
Nasproti glavnega trga stoji Schütting, hiša trgovcev. Na vzhodni strani trga je stavba deželnega parlamenta, na zahodni strani stoji vrsta štirih stavb iz 18. in 19. stoletja. Med stavbo Schütting in združenjem za izmenjavo bombaža mesta Bremen se odpira sodarska cesta (Böttcherstraße), mojstrovina nastala med letoma 1922 in 1931. Vodi k cerkvi sv. Martina na reki Weser.

### Cerkve v starem mestnem jedru
Od cerkva iz časa gotike je bila v drugi svetovni vojni v Bremnu uničena samo Ansgarikirche. 
- Na glavnem trgu stoji evangeličanska stolnica svetega Petra, deloma iz obdobja romanike, deloma pa zgodnje in končno poznogotska triladijska dvoranska cerkev.
- Ob mestni hiši je evangeličanska cerkev Naše ljube gospe (Liebfrauenkirche), ki je bila zgrajena leta 1229 v zgodnjegotskem stilu. Zvonik mestne cerkve je izjemne višine.
- V jedru starega mesta, ob reki Weser, stoji evangeličanska cerkev svetega Martina, obnovljena poznogotska opečna cerkev, ki je bila leta 1384 pregrajena v dvoransko cerkev.
- Med stolnim trgom in četrtjo Schnoor je katoliška župnijska cerkev svetega Janeza, triladijska dvoranska cerkev iz 14. stoletja, nekdanja samostanska minoritska cerkev in edina še ohranjena samostanska cerkev v Bremnu.
- V prehodu Katarina, med ulico Sögestraße in stolnim trgom se še vedno vidijo ostanki dominikanskega samostana s cerkvijo svete Katarine.
- V Štefanovi četrti, na zahodnem koncu starega mestnega jedra, je bila zgrajena župnijska cerkev svetega Štefana. To je gotska dvoranska cerkev iz 14. stoletja z okoli 75 m visokim novogotskim južnim stolpom.

### Četrt Schnoor
Schnoor je soseska v srednjeveškem središču nemškega mesta Bremen in edini del tega, ki je ohranil srednjeveški značaj. Okrožje dolguje svoje ime stari ladjedelniški obrti. Prehodi med hišami so bili pogosto povezani s poklici ali predmeti: tako je področje, na katerem so izdelovali vrvi (Schnoor = Schnur) in sosednje področje na katerem so izdelovali žice in verige za sidra (Wieren = Draht' = žice). Številne hiše iz 17. in 18. stoletja so še ohranjene in dajejo vtis o romantičnem življenju v starih časih.

### Bremenska hiša
Bremenska hiša je tip vrstne hiše, ki ima svoje korenine v Angliji. Bila je zamišljena v različnih velikostih, za vse družbene skupine in je od sredine 19. stoletja pa vse do 1930-ih let določala gradnjo stanovanj v Bremnu. V četrtih Schwachhausen, Steintor, Ostertor in Neustadt najdemo v glavnem velik tip hiš, ki je bil namenjen za premožnejše meščane. V delavskih četrtih, kot sta Walle in Gröpelingen, pa najmanjši tip z 1-2 nadstropjema.

### Gledališče
Theater Bremen je državno gledališče s štirimi enotami: opero Bremen, Schauspiel Bremen, Tanztheater Bremen in MoKS Bremen (modelni eksperimentalni umetniki in študenti) v mestu Bremen. Štirje prostori, ki spadajo v ulico in so arhitekturno povezani, predstavljajo različne faze institucije. Ponujajo skupno 1426 sedežv. Na področju glasbe gledališče sodeluje od leta 1917 z orkestrom Bremenske filharmonije, ki je bila ustanovljena leta 1820. Gledališče je pridobilo mednarodno slavo od leta 1962 dalje v času umetniškega vodje Kurta Hübnerja, ki je oblikoval "Bremenski slog" z inovativnimi in avantgardnimi gledališkimi produkcijami in gledališče spremenil v eksperimentalni laboratorij za nemško kulturno krajino.
Gledališče Theater Bremen so leta 2007, v času dramaturga Klausa Pierwoßa, razglasili za operno hišo leta.
Pri družbi Bremer shakespeare company v gledališču Theater am Leibnizplatz je to naziv programa. Gledališče Travestietheater Madame Lothár v Schnoorju je nekoč veljalo za bremensko institucijo, danes pa je znano pod nazivom Teatro Magico. Produkcije sodobnih dram so na ogled v gledališču Jungen Theater. Znano gledališče za otroke in mlade je postalo gledališče Theaterhaus Schnürschuh. Zasnovano je bilo leta 1976, poleg tega pa tam potekajo tudi literarna branja in glasbene prireditve. 

### Muzeji
Ponudba muzejev je v Bremnu raznolika:
- Überseemuseum (prekomorski muzej) je eden najpomembnejših etnografskih muzejev v Evropi z več kot 100-letno tradicijo in obsežnimi zbirkami iz Oceanije, Azije, Afrike, Amerike, naravoslovne ter trgovske zgodovine in potujočimi razstavami.
- Dvorana Kunsthalle, ustanovljeno z državljani v mestu, je bilo zgrajeno leta 1849 po načrtih Lüdra Rutenberga. V njej so evropska umetniška dela od srednjega veka pa vse do današnjih dni.
- V novem muzeju Weserburgu je razstavljena sodobna umetnost.
- Gesellschaft für Aktuelle Kunst (GAK) – družba sodobne umetnosti predstavlja mednarodno, sodobno umetnost.
- Umetniška hiša Bremen ter mestna galerija Bremen v novem delu mesta
- Focke-Museum je deželni muzej umetnosti in kulturne zgodovine
- Domovinski muzej c gradu Schönebeck razstavlja kulturno in domovinsko zgodovino okolja.
- Stolnični muzej z vzhodno grobnico ali pogovorno Bleikeller v stolnici svetega Petra. Muzej je znan predvsem po tem, da tu hranijo mumije.
- Universum je moderni znanstveni center v univerzitetnem kampusu
- Pristaniški muzej je bil odprt leta 2004. Obravnava razvoj mestnih pristanišč.
- Antični muzej v Schnoorju, ki je bil odprt leta 2005 je posebni muzej za grške vaze iz časa od 560 do 350 pr. n. št..

### Klasična glasba
Nemška komorna filharmonija Bremen (Deutsche Kammerphilharmonie Bremen), ki ima od leta 1992 sedež v Bremnu spada med svetovne vodilne komorne orkestre. Od leta 2018 ga vodi dirigent Marko Letonja. Glavno prizorišče klasične glasbe v Bremnu je hiša poleg stolnice, die Glocke, zgrajena leta 1928. Štejejo jo med tri najboljše koncertne hiše v Evropi. 
V gledališču Theater am Goetheplatz pod režijo gledališča Bremen redno potekajo operni ter operetni nastopi. Oddelek za glasbo visoke šole za umetnost (Hochschule für Künste Bremen) skupaj z leta 1986 zasnovano akademijo za antično glasbo, poleg umetniškega izobraževanja s številnimi koncerti in prireditvami v koncertni dvorani in galeriji, prispeva tudi k raznolikemu kulturnemu življenju hanseatskega mesta.

## Redne prireditve
Preko leta se na krajih v središču mesta izmenjujejo loterijska stojnica mestnega parka – tombola in lunapark na velikonočnih proslavah imenovanih Osterwiese, ter božična tržnica in tradicionalni Freimarkt. Prireditev Freimarkt predstavlja enega najstarejših pustnih karnevalov v Nemčiji, ki se je odvil prvič davnega leta 1035. Kleine Freimarkt pred mestno hišo poteka istočasno z großen Freimarkt na delu Bürgerweida.
Pomembna dogodka sta tudi Bremer Eiswette na dan Svetih treh kraljev ter Bremer Schaffermahl v februarju. Izmed množičnih kulturnih prireditev so pomembni predvsem bremenski karneval meseca februarja, festival na prostem Breminale, mednarodni festival literature ter glasbeni festival Bremen v mesecu septembru. Veliko obiskovalcev pritegne tudi športna prireditev bremenska šestdnevna dirka, ki se odvija v mesecu januarju. 

## Filmsko gledališče
V Bremnu je (od leta 2010) osem filmskih gledališč z 38 kinodvoranami in skupno 10.215 sedeži. Od tega so tri filmska gledališča multipleks-kinomatografi s skupaj 32 dvoranami. 